# Aleh Yurenia
Aleh Yurenia, né le 21 mai 1990 à Slonim, est un kayakiste biélorusse pratiquant la course en ligne.

## Carrière
Lors des Championnats du monde 2010 à Poznań, Yurenia remporte la médaille de bronze en kayak monoplace (K-1) 1 000 m. Aux Mondiaux de 2011 à Szeged, il est cette fois-ci médaillé d'argent en K-1 5 000 m. La même année, il obtient une médaille d'or en K-1  1 000 m et une médaille de bronze en K-1 5 000 m aux championnats d'Europe à Belgrade. Yurenia termine sixième de la finale du K-1 1 000 m aux Jeux olympiques d'été de 2012 à Londres.